# Голідей-Сіті (Огайо)
Голідей-Сіті (англ. Holiday City) — селище (англ. village) в США, в окрузі Вільямс штату Огайо. Населення — 48 осіб (2020).

## Географія
Голідей-Сіті розташований за координатами 41°37′17″ пн. ш. 84°32′25″ зх. д. / 41.62139° пн. ш. 84.54028° зх. д. (41.621497, -84.540396).  За даними Бюро перепису населення США в 2010 році селище мало площу 6,96 км², з яких 6,90 км² — суходіл та 0,05 км² — водойми.

## Демографія
Згідно з переписом 2010 року, у селищі мешкали 52 особи в 18 домогосподарствах у складі 16 родин. Густота населення становила 7 осіб/км².  Було 20 помешкань (3/км²).
Расовий склад населення:
| - 100,0 % — білих |

До двох чи більше рас належало 0,0 %. Частка іспаномовних становила 0,0 % від усіх жителів.
За віковим діапазоном населення розподілялося таким чином: 26,9 % — особи молодші 18 років, 57,7 % — особи у віці 18—64 років, 15,4 % — особи у віці 65 років та старші. Медіана віку мешканця становила 34,0 року. На 100 осіб жіночої статі у селищі припадало 116,7 чоловіків;  на 100 жінок у віці від 18 років та старших — 100,0 чоловіків також старших 18 років.
За межею бідності перебувало 16,2 % осіб, у тому числі 36,4 % дітей у віці до 18 років та 0,0 % осіб у віці 65 років та старших.
Цивільне працевлаштоване населення становило 16 осіб. Основні галузі зайнятості: виробництво — 25,0 %, транспорт — 18,8 %, публічна адміністрація — 18,8 %.